# Enrico Spinosi
Enrico Spinosi (Roma, 22 luglio 1937 – Cancún, 14 aprile 2018) è stato un calciatore e allenatore di calcio italiano, di ruolo difensore.
Era noto anche come Spinosi I per distinguerlo dal fratello Luciano.

## Carriera

### Giocatore
Nel 1954 la Lazio lo acquista dal CRAL Breda senza farlo scendere in campo con la prima squadra, mentre nella stagione successiva è al Formia in prestito e nel 1956-1957 si accasa al Foligno. Si sposta nel Chieti nella stagione 1958-1959 condita con oltre 30 presenze e la stagione dopo, sempre in Serie C è alla Reggiana con cui disputa 28 gare di campionato prima di passare al Cagliari.
Con i sardi disputerà due stagioni di Serie C1 (48 presenze ed un gol), due di Serie B (62 presenze) e due in Serie A (19 presenze).

### Allenatore
Appese le scarpette al chiodo, è stato allenatore di squadre dilettantistiche come l'Ussana in Sardegna e ha continuato a vivere nel capoluogo sardo.. Successivamente si era trasferito a Roma e in seguito in Messico, al seguito dei figli, dove è morto improvvisamente a seguito di un malore nel 2018 all'età di 80 anni.

## Palmarès

### Club

#### Competizioni nazionali
- Serie C: 1

Cagliari: 1961-1962